# Sant Julià i Santa Basilissa de Jújols
Sant Julià i Santa Basilissa de Jújols és l'església parroquial del poble i terme de Jújols, de la comarca del Conflent, a la Catalunya del Nord.
És 300 metres al sud del nucli urbà de Jújols, al costat del cementiri.

## Història

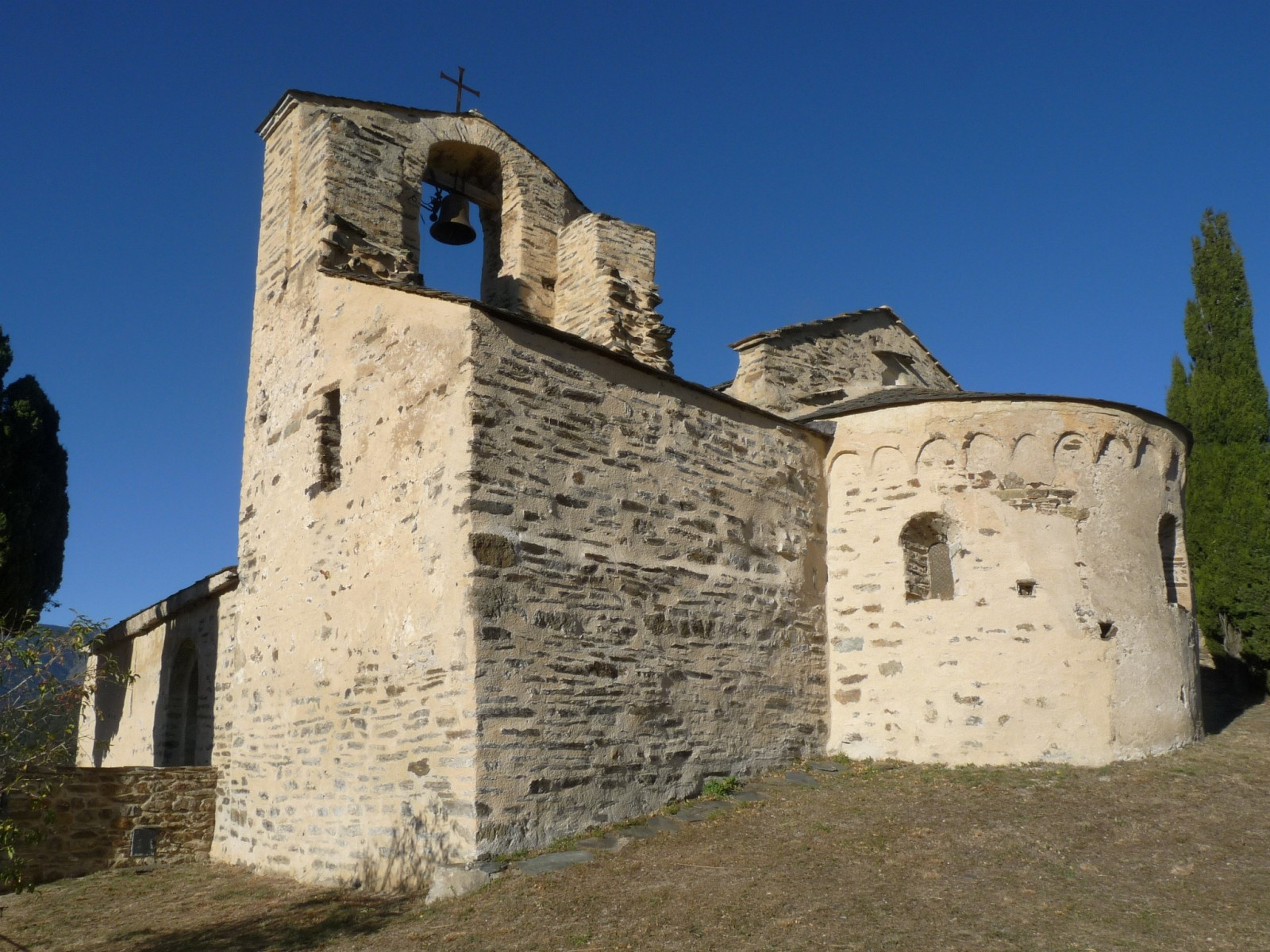
Capçalera de l'església

El lloc de Iullus apareix per primera vegada en un document l'any 950, quan el papa Agapit II confirma alous de Sant Miquel de Cuixà en aquesta població. De fet, restà en poder d'aquesta abadia fins al segle xvi. L'església apareix en una acta del 1169, en què es dona una vinya del costat de l'església. El 1570 apareix com a sufragània de Sant Martí de Canavelles, i el 1577 fou unida a Sant Jaume de Vilafranca de Conflent. El 1630 consta la fundació en aquesta església de la confraria del Roser.

## L'edifici

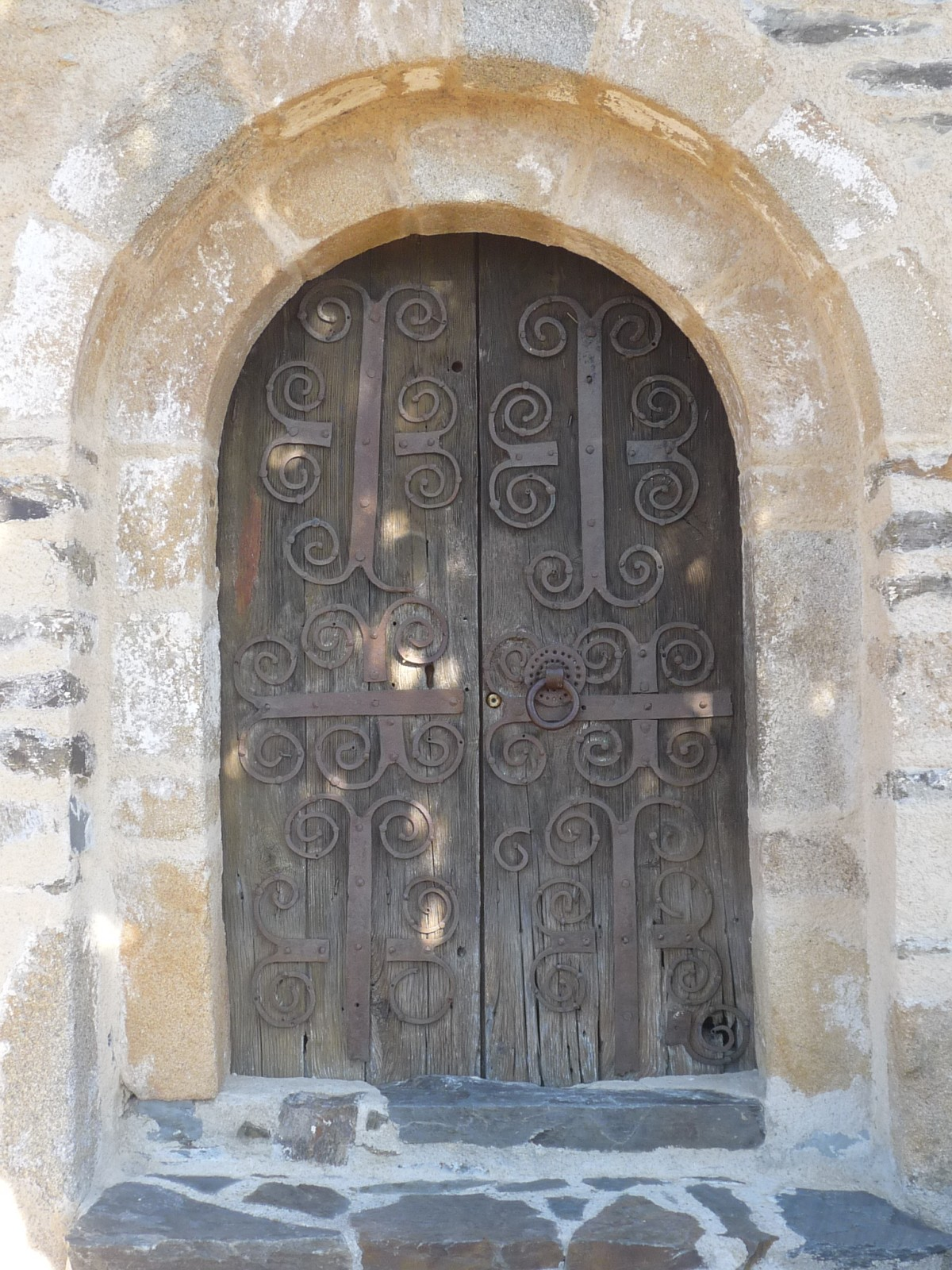
La porta, amb el seu treball de forja

Sembla que l'edifici va ser construït el segle xi, com en fan testimoni els arcs llombards de l'absis, sobre una torre quadrada preexistent. Inicialment constava de nau única acabada en absis semicircular, però en una reforma posterior s'hi afegí una segona nau al costat sud, unida a la primera per grans arcs. D'aquesta mateixa època també seria el campanar d'espadanya que remata el temple.
Del mobiliari en destaquen una marededéu de fusta del segle tretzè o catorzè, una estàtua dels sants patrons i els retaules barrocs del Roser (1630) i de sant Antoni de Pàdua (segle XVII). Els batents de la porta de l'església presenta una interessant decoració de forjats romànics.

## Els sants patrons
Sant Julià i santa Basilissa, patrons de l'església i de la seva parròquia, foren una parella que renuncià a consumar el seu matrimoni per dedicar-se a la propagació del cristianisme, són objecte de veneració popular a la Catalunya del Nord i, ultra aquesta, hom els dedicà també les esglésies del Soler, de Terrats, de Torrelles de la Salanca, de Vilamulaca, de Vilanova de Raó i de Vinçà. El conjunt ha estat restaurat en els darrers anys. És monument històric de França des del 1967.